# Nghĩa trang Novodevichy

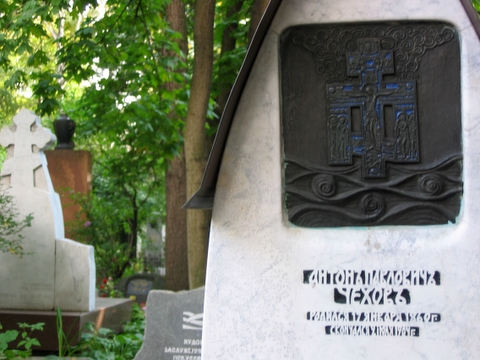
Mộ của Anton Chekhov

Nghĩa trang Novodevichy (tiếng Nga: Новодевичье кладбище) là nghĩa trang nổi tiếng nhất ở Moskva, thủ đô nước Nga. Nghĩa trang này nằm ngay bên cạnh Tu viện Novodevichy, Di sản thế giới và là địa chỉ thu hút khách du lịch thứ ba của Moskva. Ở Sankt-Peterburg cũng có một nghĩa trang tên là Novodevichy nhưng không nổi tiếng bằng Nghĩa trang Novodevichy ở Moskva, vì vậy khi nói đến nghĩa trang có tên là Novodevichy, người ta thường nghĩ ngay tới nghĩa trang ở thủ đô nước Nga.

## Lịch sử
Nghĩa trang Novodevichy được chính thức thành lập năm 1898 khi người ta nhận thấy rằng có quá nhiều ngôi mộ được đặt trong khuôn viên tu viện. Một trong những nhân vật nổi tiếng đầu tiên được chôn cất tại nghĩa trang là nhà văn Anton Pavlovich Chekhov, bia mộ của ông là tác phẩm của kiến trúc sư nổi tiếng Fyodor Shekhtel.
Ngày nay, Nghĩa trang Novodevichy là nơi an nghỉ của rất nhiều nhà văn, nhạc sĩ, nhà soạn kịch và thi sĩ Nga cũng như Liên Xô trước đây. Ngoài ra, rất nhiều diễn viên, nhà chính trị, nhà khoa học và các Anh hùng Liên bang Xô viết cũng được chôn cất tại nghĩa trang này. Năm 2007, nghĩa trang là nơi an nghỉ của hai người Nga nổi tiếng nhất qua đời trong năm này, đó là nghệ sĩ cello 
Mstislav Rostropovich và tổng thống Liên bang Nga Boris Yeltsin.
Nghĩa trang gồm hai phần phía Đông và phía Tây, khuôn viên được thiết kế giống một công viên với nhiều cây xanh và những điểm nhấn là các nhà nguyện nhỏ và các đài tưởng niệm được điêu khắc công phu. Tác giả của các đài tưởng niệm này cũng như của nhiều ngôi mộ là các nhà điêu khắc nổi tiếng như Sergey Konenkov, Vera Mukhina, Ivan Shadr hay Yevgeny Vuchetich.

## Những ngôi mộ nổi tiếng
Hiện nay Nghĩa trang Novodevichy có hơn 27.000 ngôi mộ trong đó có rất nhiều người nổi tiếng trên các lĩnh vực khác nhau:

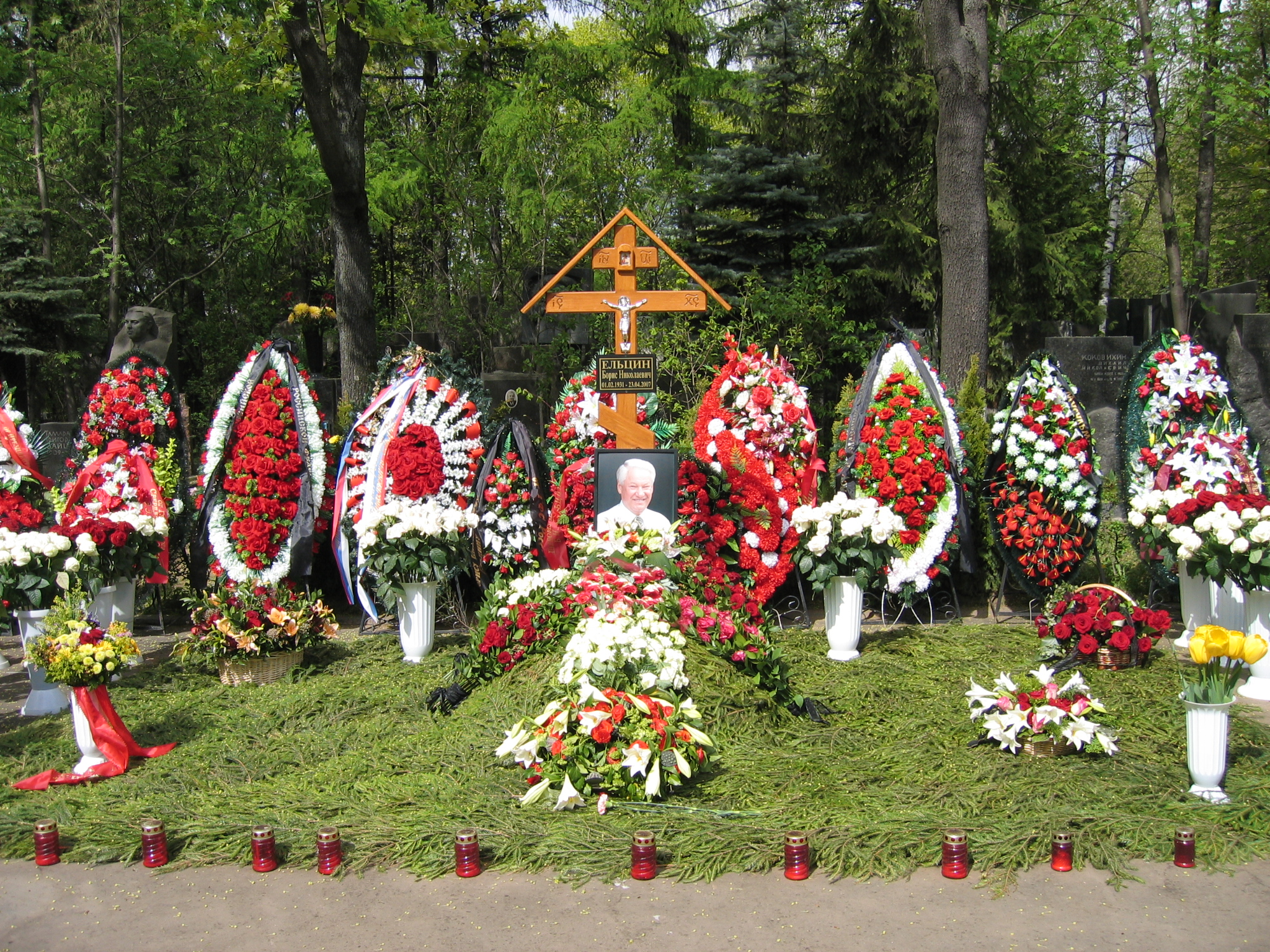
Mộ của Boris Yeltsin

- Pavel Belyayev (1925–1970), nhà du hành vũ trụ
- Georgi Beregovoi (1921–1995), nhà du hành vũ trụ
- Sergei Bondarchuk (1920–1994), đạo diễn và diễn viên
- Mikhail Botvinnik (1911–1995), vô địch cờ vua thế giới
- Mikhail Bulgakov (1881–1940), nhà văn
- Nikolai Bulganin (1895–1975), Bộ trưởng Bộ Quốc phòng Liên Xô, Chủ tịch Hội đồng Bộ trưởng Liên Xô
- Feodor Chaliapin (1873–1938), ca sĩ
- Anton Chekhov (1860–1904), nhà văn
- Pavel Alekseyevich Cherenkov (1904–1990), Giải Nobel Vật lý
- Ivan Chernyakhovsky (1906–1945), Đại tướng Hồng quân trong Chiến tranh thế giới thứ hai
- Ilya Ehrenburg (1891–1967), nhà văn
- Sergei Eisenstein (1898–1948), đạo diễn
- Alexander Fadeyev (1901–1956), nhà văn
- Nikolai Gogol (1809–1852), nhà văn
- Sergey Ilyushin (1894–1977), nhà thiết kế máy bay
- Leonid Kantorovich (1912–1986), Giải Nobel Kinh tế
- Nikita Khrushchev (1894–1971), Tổng bí thư Đảng Cộng sản Liên Xô
- Zoya Kosmodemyanskaya (1923–1941), Anh hùng Liên bang Xô viết
- Ivan Kozhedub (1920–1991), phi công chiến đấu, Nguyên soái Không quân Liên Xô
- Lev Landau (1908–1968), Giải Nobel Vật lý
- Isaac Levitan (1860–1900), họa sĩ
- Alexei Maresiev (1916–2001), phi công chiến đấu, Anh hùng Liên Xô
- Vladimir Mayakovsky (1893–1930), nhà thơ
- Yuri Nikulin (1921–1997), diễn viên hài
- Nikolai Ostrovsky (1904–1936), nhà văn
- Lyudmila Pavlichenko (1916–1974), nữ xạ thủ bắn tỉa, Anh hùng Liên Xô
- Aleksandr Ivanovich Pokryshkin (1913–1985), phi công chiến đấu, Nguyên soái Không quân Liên Xô
- Sergei Prokofiev (1891–1953), nhà soạn nhạc
- Sviatoslav Richter (1915–1997), nghệ sĩ piano
- Mstislav Rostropovich (1927–2007), nghệ sĩ cello
- Valentin Serov (1865–1911), họa sĩ
- Dmitri Shostakovich (1906–1975), nhà soạn nhạc
- Leonid Utyosov (1895-1982) ca sĩ nổi tiếng, Nghệ sĩ Nhân dân Liên Xô

- Gherman Titov (1935–2000), nhà du hành vũ trụ, người thứ hai bay vào không trung
- Aleksey Tolstoy (1882–1945), nhà văn
- Andrei Tupolev (1888–1972), nhà thiết kế máy bay chiến đấu
- Galina Ulanova (1909–1998), nghệ sĩ múa ba lê
- Ivan Vinogradov (1891–1983), nhà Toán học
- Boris Yeltsin (1931–2007), tổng thống đầu tiên của Liên bang Nga
- Matvei Isaakovich Blanter (1903–1990), nhà soạn nhạc người Nga
- Vợ chồng Tổng thống Liên Xô Mikhail Sergeyevich Gorbachev